# بوگالیناتس
بوگالیناتس (صربی: Bogalinac}} یک منطقهٔ مسکونی در صربستان است.